# Cacia tonkinensis
Cacia tonkinensis là một loài bọ cánh cứng trong họ Cerambycidae.